# 里格爾斯維爾 (新澤西州)
里格爾斯維爾（英語：Riegelsville）是位於美國新澤西州沃倫縣的非建制地區。

## 歷史
里格爾斯維爾的郵局於1876年設立，其後於1970年停運。

## 地理
里格爾斯維爾所處的海拔為高於海平面43米（即141英呎），而該地所採用的時區為UTC-5，即北美东部时区（EST）。同時該地設有夏令時間，為UTC-5調快一小時，即UTC-4（EDT）。